# إم تي في (قناة تلفزيونية أوروبية)
إم تي في أوروبا (بالإنجليزية: MTV Europe)‏ هي قناة تلفزيونية مدفوعة لعموم أوروبا تم إطلاقها في 1 أغسطس 1987. في البداية، خدمت القناة جميع المناطق داخل أوروبا باعتبارها واحدة من القنوات القليلة جدًا التي استهدفت القارة الأوروبية بأكملها. اليوم، القناة تخدم فقط مجموعة مختارة من البلدان الأوروبية حيث بدأت شبكة فاياكوم سي بي إس أوروبا، الشرق الأوسط، أفريقيا، وآسيا في إضفاء الطابع الإقليمي على شبكتها في عام 1997.
بدأت إم تي في باسم إم تي في أوروبا بموجب اتفاقية تعاونية بين فاياكوم وبي تي وروبيرت ماكسويل، والتي استمرت حتى عام 1991 عندما استحوذت فاياكوم على الملكية الكاملة. إم تي في مملوكة ومدارة بالكامل من قبل شبكات فاياكوم سي بي إس أوروبا، الشرق الأوسط، أفريقيا، وآسيا.
منذ عرضها الأول، أحدثت إم تي في ثورة في صناعة الموسيقى. شعارات مثل «أريد إم تي في الخاصةِ بي!» أصبحت جزءًا لا يتجزأ من مفهوم مقدمي القناة، وتم تقديم فكرة منفذ مخصص قائم على الفيديو للموسيقى، ووجد كل من الفنانين والمعجبين موقعًا مركزيًا لأحداث الموسيقى والأخبار والترويج. تمت الإشارة إلى إم تي في أيضًا مرات لا تحصى في الثقافة الشعبية من قبل الموسيقيين والقنوات التلفزيونية الأخرى والعروض والأفلام والكتب.

## شعارات

شعار إم تي في الأصلي (1987–2011)
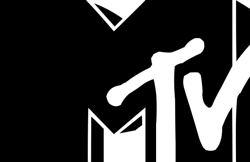
شعار إم تي في المحدث (2011–2021)
شعار القناة الحالي منذ 2021